# 김채운 (체조 선수)
김채운(2001년 3월 10일~)은 대한민국의 리듬체조 선수이다. 2018년 아시안 게임에서 동메달을 획득했다.